# Lipararchis hyacinthopa
Lipararchis hyacinthopa är en fjärilsart som beskrevs av Edward Meyrick 1934. Lipararchis hyacinthopa ingår i släktet Lipararchis och familjen Crambidae. Inga underarter finns listade i Catalogue of Life.